# Švábův kopec
Švábův kopec je vrchol v České republice ležící v Českomoravské vrchovině.

## Poloha
Švábův kopec je výrazný vrch, který se nachází jižně od obce Čtyři Dvory asi 9 kilometrů východně od Bystřice nad Pernštejnem. Spolu s bezejmenným vrcholem jižně (668 m n. m.) a vrchem Kopaniny východně od něj tvoří krátký zalomený hřeben oddělený od okolí výraznějším převýšením. Nachází na území Přírodního parku Svratecká hornatina.

## Vodstvo
Svahy Švábova vrchu jsou odvodňovány dvěma levými přítoky Svratky. Na severu a západě je to Záskalský potok a na východě říčka Hodonínka.

## Vegetace a stavby
Vrcholová část je zalesněna a neumožňuje rozhled. Sedla a níže položené svahy jsou porostlé loukami. Serozápadní svah je trvale využíván k pasení skotu chovaném ve zde stojícím zemědělském areálu. Jinak je povrch kopce prost jakýchkoliv významnějších staveb.

## Komunikace
Přímo na vrchol žádná cesta nevede. Svahy jsou obsluhovány polními cestami různého charakteru. Cestu sjízdnou pro běžné automobily procházející východním sedlem kopíruje žlutě značená trasa KČT 7505 z Olešnice do Bystřice nad Pernštejnem.